# Hrubý Šúr
Hrubý Šúr (Hongaars:Hegysúr) is een Slowaakse gemeente in de regio Bratislava, en maakt deel uit van het district Senec.
Hrubý Šúr telt 756 inwoners. De meerderheid van de bevolking was in 2011 etnisch Hongaar (457 Hongaren en 270 Slowaken).
Bernolákovo · Blatné · Boldog · Čataj · Dunajská Lužná · Hamuliakovo · Hrubá Borša · Hrubý Šúr · Hurbanova Ves · Chorvátsky Grob · Igram · Ivanka pri Dunaji · Kalinkovo · Kaplna · Kostolná pri Dunaji · Kráľová pri Senci · Malinovo · Miloslavov · Most pri Bratislave · Nová Dedinka · Nový Svet · Reca · Rovinka · Senec · Tomášov · Tureň · Veľký Biel · Vlky · Zálesie